# Gare de Tomobe
La gare de Tomobe (友部駅, Tomobe-eki) est une gare ferroviaire japonaise située à Kasama dans la préfecture d'Ibaraki. Elle est gérée par la compagnie JR East.

## Situation ferroviaire
La gare de Tomobe est située au point kilométrique (PK) 98,8 de la ligne Jōban. Elle marque la fin de la ligne Mito.

## Histoire
La gare a été inaugurée le 1er janvier 1895.

## Services aux voyageurs

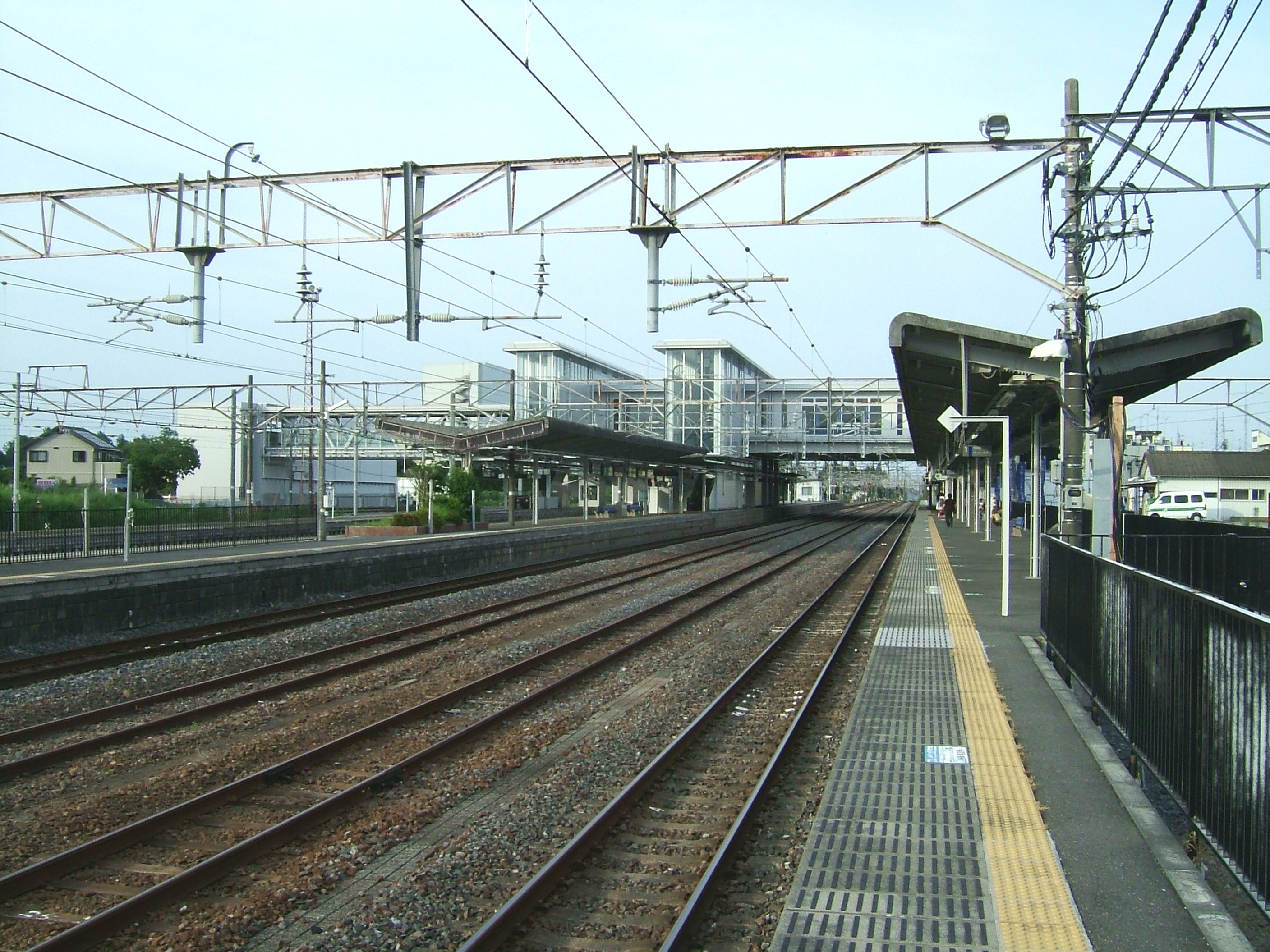
Vue des quais.

### Accès et accueil
La gare dispose d'un bâtiment voyageurs, avec guichet, ouvert tous les jours.

### Desserte
- Ligne Jōban : 
  - voie 1 : direction Toride, Ueno et Shinagawa
  - voie 2 à 5 : direction Mito et Iwaki
- Ligne Mito :
  - voies 3 et 4 : direction Shimodate et Oyama